# Simeon Coxe
Simeon Coxe (4 de junio de 1938-8 de septiembre de 2020), nacido como Simeon Oliver Coxe III, fue un músico, cantante y pionero de la música electrónica estadounidense, conocido principalmente por haber sido miembro del dúo de música electrónica Silver Apples.

## Primeros años[1]
Simeon Oliver Coxe III nació en Knoxville, Tennessee, el 4 de junio de 1938. Su padre, Simeon Oliver Coxe Jr., era ingeniero civil y su madre, Mary Caddel Moses, era profesora de jardín de infancia.
Creció en Nueva Orleans, escuchando a músicos como Fats Domino en los clubes locales y tocando la trompeta en la banda de su instituto. Se trasladó a Nueva York de adolescente e intentó establecer una carrera como artista visual a los 20 años; también aprendió a tocar el banjo y cantó con una banda de bluegrass, Random Concept.
En 1967 se convirtió en el cantante de la Overland Stage Electric Band, que actuaba a menudo en el Cafe Wha? de Greenwich Village. Encontró un oscilador militar de la década de 1940 y comenzó a tocar sus notas en picado en los conciertos de la banda. Excepto el Sr. Taylor, los demás miembros de la banda lo odiaban y lo dejaron, los dos formaron Silver Apples.

## Carrera

### Silver Apples
Como parte de la escena musical underground de Nueva York, el grupo publicó dos álbumes Silver Apples (1968), y Contact (1969), con escasas ventas. Comenzaron a grabar un tercer álbum antes de que una demanda de Pan Am, debido al uso de su logotipo en el arte de Contact, forzara el fin del grupo y de su sello Kapp en 1970. En la década de 1990, las ediciones piratas alemanas de los álbumes de la banda aumentaron su fama, y Simeon reformó el grupo con otros músicos y lanzó nueva música. En 1998, se reencontró con Taylor, y ambos completaron su tercer LP original The Garden (1998).
Los ritmos palpitantes y las melodías electrónicas de la banda serían anteriores a varios artistas contemporáneos, como White Noise y Can, así como a artistas posteriores como Suicide, Stereolab y Laika. Jason Ankeny, de AllMusic, los calificó como "un dúo surrealista y casi sin precedentes", mientras que Geoff Barrow, de Portishead, declaró que "para gente como nosotros, son la banda perfecta [...] Definitivamente, deberían estar ahí arriba con los pioneros de la música electrónica".
En 1998, su furgoneta de gira fue sacada de la carretera por un conductor desconocido, rompiendo el cuello de Simeon. Los planes de nuevas grabaciones y nuevas giras del dúo reunido quedaron en suspenso. En 2004, Simeon estaba muy recuperado, pero no podía tocar su instrumento como antes.
Tras el accidente, la actividad de Silver Apples disminuyó. Simeon dedicó su tiempo a hacer nueva música, a recuperarse y a navegar por el Golfo de México.

### Solista
Danny Taylor murió el 10 de marzo de 2005 en Kingston, Nueva York. Tras la muerte de Taylor, Simeon siguió publicando proyectos de Silver Apples utilizando muestras de la batería de Taylor.
En septiembre de 2007, Simeon salió de gira por primera vez en años, actuando como versión en solitario de los Silver Apples. Silver Apples / Simeon actuaron, entre otros, en All Tomorrow's Parties (Minehead, Reino Unido, diciembre de 2007); Electric Picnic, Stradbally, Irlanda (septiembre de 2008); All Tomorrow's Parties, Australia (enero de 2009), The Unit, Tokio, (julio de 2009); Oscillations Music + Arts Festival, Belfast, Irlanda del Norte (septiembre de 2009); Austin Psych Fest 3, TX (abril de 2010); Albuquerque Experimental, Albuquerque, NM (octubre de 2010), Beijing, Shanghai y Guangzhou (mayo de 2011), Londres, Reino Unido iTunes Festival (julio de 2011), RecBeat festival, en Recife, Brasil (febrero de 2012) e Incubate, Países Bajos (septiembre, 2012), Mountain Oasis Electronic Music Summit, Asheville, NC (octubre, 2013), Audioscope 14 en Oxford, Reino Unido (noviembre de 2014) y Stereo Glasgow, Reino Unido (noviembre de 2014).
En octubre de 2011, Simeon actuó como Silver-Qluster, una colaboración con el líder de Cluster, Hans-Joachim Roedelius, en el festival ATP I'll Be Your Mirror en Asbury Park, NJ. En el mismo festival, al día siguiente, Simeon fue invitado al escenario por Portishead para interpretar "We Carry On", el homenaje de Portishead a Silver Apples.
Simeon realizó una gira por el Reino Unido, Europa y Estados Unidos entre mediados y finales de 2016. 2016 también marcó el lanzamiento del primer nuevo álbum de estudio de Silver Apples, Clinging To A Dream, en 19 años.
Simeon falleció el 8 de septiembre de 2020 por causas naturales en su casa de Fairhope, Alabama, a la edad de 82 años.